# Jakov Sverdlov (film)
Jakov Sverdlov (Прокажённая) è un film del 1940 diretto da Sergej Iosifovič Jutkevič.
Il film ripercorre la vita e l'attività politica di Jakov Sverdlov, che fu presidente del Comitato centrale bolscevico.
Il regista Sergej Jutkevič e l'attore Leonid Lioubachevski, che impersonò Sverdlov, furono decorati con il premio Stalin di 2ª classe nel 1941.